# 3069 Heyrovský
A 3069 Heyrovský (ideiglenes jelöléssel 1982 UG2) a Naprendszer kisbolygóövében található aszteroida. Zdenka Vávrová fedezte fel 1982. október 16-án.